# NGC 2341
NGC 2341 је спирална галаксија у сазвежђу Близанци која се налази на NGC листи објеката дубоког неба.
Деклинација објекта је + 20° 36' 12" а ректасцензија 7h 9m 12,0s. Привидна величина (магнитуда) објекта NGC 2341 износи 13,2 а фотографска магнитуда 13,9. NGC 2341 је још познат и под ознакама UGC 3708, MCG 3-19-3, CGCG 86-6, KCPG 125A, IRAS 07062+2041, PGC 20259.